# Енріке Капрілес Радонський
Енріке Капрілес Радонський (ісп. Henrique Capriles Radonski; 11 липня 1972, Каракас, Венесуела) — венесуельський політик.
Народився в сім'ї католиків єврейського походження.
Вивчав право в Католицькому університеті Андреса Бельо у Каракасі, де отримав диплом юриста; спеціалізувався на бізнес-праві. Вивчав податкове законодавство в Центральному університеті Венесуели. Брав участь у міжнародних програмах студентського обміну, зокрема, з Італією та США.
З 2000 до 2008 року Капрілес був мером Барути, муніципалітету Каракаса. Він висунув свою кандидатуру на пост губернатора штату Міранди в 2008 році. В листопаді 2008 року Капрілес був обраний новим губернатором Міранди, отримавши перемогу над Діосдадо Кабельйо.
16 грудня 2012 переобраний на пост губернатора штату Міранда на 2013-2017 роки.
Був кандидатом від ліберальної опозиції на виборах президента Венесуели, що пройшли 7 жовтня 2012 року, і зайняв друге місце після Уго Чавеса з результатом в більш, ніж 40 % голосів. Після смерті Уго Чавеса в березня 2013 року знову став кандидатом від опозиції на дострокових президентських виборах, що пройшли 14 квітня 2013, зайнявши друге місце, набравши 49,1 % голосів і поступившись виконувачу обов'язків президента після смерті Чавеса Ніколасу Мадуро.